# Jealous (東方神起の曲)
「Jealous」（ジェラス）は、東方神起の楽曲である。2018年11月21日に日本での46枚目のシングルとしてavex traxから発売された。

## 概要
前作『Road』より約4か月でのリリースで、2018年第2弾シングル。9thアルバム『TOMORROW』からの先行シングルである。「CD+フォトブック+スマプラミュージック」「CD+スマプラミュージック」「CD+スマプラミュージック（Bigeast盤）」の3形態でリリースされた。
表題曲「Jealous」は、「東方神起 LIVE TOUR 2018 〜TOMORROW〜」でも披露されたダンス・ナンバー。
カップリング曲の「大好きだった」は、離れてしまった想いを寄せている相手への気持ちを歌った楽曲で、アニメ映画『映画 妖怪ウォッチ FOREVER FRIENDS』の主題歌に起用された。
シングルは、発売日付のオリコンデイリーシングルランキングで1位を獲得し、初週売上9.1万枚を記録して12月3日付のオリコン週間シングルランキングで5年10か月ぶりとなる1位を獲得。同時に自身が持つ海外アーティストの「シングル首位獲得数」「TOP10獲得作品数」「シングル総売上数」の記録を更新。また、Billboard Japan Top Singles Salesでも初週累計8万8955枚の売上を記録し、1位を獲得している。同日付のBillboard Japan Hot 100で表題曲の「Jealous」が3位、カップリング曲の「大好きだった」が35位を獲得した。

## リリース
CD+フォトブック+スマプラミュージック
- 品番：AVCK-79511
- A4サイズ特殊ジャケット、フォトブック（A4サイズ / 24ページ）
- ジャケットサイズカード封入（6種から1枚ランダムで封入）
- リリース記念イベント「Meet&Greet」応募シリアル封入

CD+スマプラミュージック
- 品番：AVCK-79512
- ジャケットサイズカード封入（6種から1枚ランダムで封入）
- リリース記念イベント「Meet&Greet」応募シリアル封入

CD+スマプラミュージック（Bigeast盤）
- 品番：AVC1-79513
- ジャケットサイズカード封入（6種から1枚ランダムで封入）
- Bigeastオフィシャルショップ限定特典：メンバー直筆コメント付きブックレット（ジャケットサイズ / 8ページ）
- リリース記念イベント「Meet&Greet」応募シリアル封入

## 収録内容
| #         | タイトル                     | 作詞      | 作曲                                             | 編曲      | 時間  |
| --------- | ---------------------------- | --------- | ------------------------------------------------ | --------- | ----- |
| 1.        | 「Jealous」                  | H.U.B.    | Chris Wahle Didrik Thott Chris Meyer             |           | 3:19  |
| 2.        | 「大好きだった」             | H.U.B.    | Jean-Yves Ducornet Benjamin Groff Calanit Ledani | 竹内宏彰  | 4:47  |
| 3.        | 「Jealous」(Less Vocal)      |           |                                                  |           | 3:19  |
| 4.        | 「大好きだった」(Less Vocal) |           |                                                  |           | 4:43  |
| 合計時間: | 合計時間:                    | 合計時間: | 合計時間:                                        | 合計時間: | 16:08 |

## タイアップ
- 東宝配給アニメ映画『映画 妖怪ウォッチ FOREVER FRIENDS』主題歌（#2）

## 収録アルバム
Jealous
- XV